# アンバ族
アンバ族（アンバぞく、Amba）は、ウガンダおよびコンゴ民主共和国に住む部族。

## 居住地
ルウェンゾリ山脈沿いのウガンダ・コンゴ民主共和国国境にまたがるサバンナ地帯に住んでいる。ブリブリ・ブウェジの2つの集団がある。

## 生活
経済は農業を基本とし、農産食料の不足分を狩猟、漁業で補っている。料理用バナナ、雑穀、サツマイモを主食とする。
10戸ほどの小集落を構成して暮らしている。
バンツー系部族としては、一夫多妻が割合に多い。